# أنت السبب (فلم)
أنت السبب (Wajah Tum Ho) هو فيلم هندي من إنتاج شركة T-Series صدر في 16 ديسمبر 2016.

## القصة
تدور احداث قصة الفيلم عن دائرة كبيرة من الحيرة بعد وقوع جريمة قتل على الهواء مباشرة، والقاتل غير معروف، لكنه يقتل من اجل الانتقام. فهل سيتم القبض عليه ومن هو ؟

## الممثلون
- غورميت شودهاري
- سناء خان
- شرمان جوشي
- رانجيش دوغال

## أغاني الفيلم
| اغاني الفيلم                          | عدد المشاهدات حسب احصائيات 20117 |
| ------------------------------------- | -------------------------------- |
| dil ke pas                            | 18 مليون مشاهدة +                |
| wajah tum ho 1567312000مليون مشاهدة + |                                  |
| dil mein chu...                       | 41 مليون مشاهدة +                |
| mahi ve                               | 58 مليون مشاهدة +                |

## وصلات خارجية
- مقالات تستعمل روابط فنية بلا صلة مع ويكي بيانات
- صفحة الفيلم على قاعدة بيانات الأفلام على الإنترنت